# ハリソン・バートウィッスル
ハリソン・バートウィッスル（Harrison Birtwistle, 1934年7月15日 - 2022年4月18日）は、イギリスの現代音楽の作曲家。

## 略歴
ランカシャーのアクリントン生まれ。ブラス・バンドに親しむが、やがて作曲に転科。アレクサンダー・ゲール、ジョン・オグドン、ピーター・マックスウェル・デイヴィス、エルガー・ハワースとともに「マンチェスター楽派」を結成し、主に音楽劇の分野で頭角を現す。最初の成功作は、オペラ「パンチとジュディー」。器楽や声楽の分野でも職人芸的な技術は冴えており、ロンドン・シンフォニエッタのためにいくつかの室内オーケストラの作品を書き下ろしている。
1990年代以降は、世界中に弟子が増えたために、イギリスに留まらない委嘱が舞い込み、国際的に重鎮と称えられるまでになったが、初期から中期の重要作はほとんど音盤化がなされなかった（前述の「パンチとジュディー」もDeccaからリリース後即座に廃盤、Etceteraからリリースされた後長らく絶版状態で、NMCで再発されたが、録音時期が余りにも古すぎる。）ために、作風の全貌が把握されているとは言いがたい作曲家である。1995年エルンスト・フォン・ジーメンス音楽賞受賞。
2012年度の武満徹作曲賞の審査員に選ばれているが、日本にはそれ以前から知られており、日本人の弟子にイギリス歌曲に造詣の深いなかにしあかねがいる。世界的に著名になったのはグロマイヤー賞の受賞に輝いてからであり、それ以前の重要作は頻繁に演奏されているとはいえない。

## 作風
特殊奏法は少なく、無調であるが旋律、リズム、反復進行をためらうことなく用いる。英語版ウィキペディアには「彼の作風を特定の楽派や運動でくくるのは易しくない」と書かれているが、それは、バートウィッスルの視点が常にカノンやリチェルカーレなどの対位法的な造形感覚に置かれていながら、20世紀の全ての語法を参照するためである。
初期は当時の前衛を参照した聞きづらい音選びがなされながらも、音色的に硬質で明るいためになぜかポップに聴こえる独特な劇音楽であったが、1970年代から前衛が低調になったことにあわせてクラシック的な音選びと拍節感覚に即座に回帰した。1978年の「Carmen Arcadiae Mechanicae Perpetuum」は転向後の作品の最初の例である。2003年に決定稿が上梓された「ピアノとオーケストラのためのアンティフォニーズ」ではピアノ協奏曲であることを可能な限り忌避したとされているものの、込み入った変拍子と速いリズムを利用した最終部分はロマン派の協奏的ソナタ形式の再解釈であるかのように聞こえる。
ちなみに、A管でもB♭管でもないC管現代クラリネットを楽器編成に意図的に使用したのはバートウィッスルが最初であるが、クラリネット奏者の実力が向上したことやアディショナルキーの改革もあり、現在はC管を多用する作曲家ではない。

## 主要作品

### オペラ
- Punch and Judy (1967)
- The Mask of Orpheus (1984), opera and tape, winner of the 1987 グロマイヤー賞受賞作品
- Yan Tan Tethera, A Mechanical Pastoral, chamber opera (1986)
- Gawain (1990)
- The Second Mrs Kong (1994)
- The Last Supper (2000), opera and tape
- The Io Passion (2004), chamber opera
- The Minotaur (2008)

### その他
- Tragoedia, for flute, oboe, clarinet, bassoon, horn, harp and string quartet (1965)
- Down by the Greenwood Side, A Dramatic Pastoral (1968–69)
- The Triumph of Time (1971), orchestra
- Grimethorpe Aria (1973), British style brass band
- Silbury Air (1976–77), chamber orchestra
- Secret Theatre, for chamber ensemble (1984)
- Earth Dances (1986), orchestra
- Antiphonies (1992), piano and orchestra
- Panic (1995), alto saxophone, jazz drum kit and orchestra
- Pulse Shadows (9 Movements for string quartet interleaved with 9 Settings of Celan) (1989–96)
- The Axe Manual, for piano and percussion (2000)
- Theseus Game, for large ensemble with two conductors (2002)
- The Corridor (2009), scena for two singers and ensemble
- Angel Fighter (2010), dramatic cantata
- Concerto for Violin and Orchestra (2009-10)
- In Broken Images (2011), for ensemble